# Rock Star
Rock Star ist ein Musikfilm-Drama von Stephen Herek aus dem Jahr 2001.

## Handlung
Der Film erzählt die Geschichte des Musikers Chris Cole, der in den 1980er Jahren tagsüber wenig erfolgreich als Servicetechniker für Fotokopierer arbeitet und abends Leadsänger der Tribute-Band „Blood Pollution“ ist, die Stücke der Hair-Metal-Band „Steel Dragon“ nachspielt.
Er hat eine Beziehung mit Emily Poule, der Managerin seiner Band. Als der Sänger der „Steel Dragon“ entlassen wird, sucht die Band einen Nachfolger. Cole, der inzwischen aus seiner Band geworfen wurde, bekommt die Stelle. Jetzt lernt er das wilde Leben von Sex and Drugs and Rock ‘n’ Roll kennen. Durch sein neues Leben zerbricht auch die Beziehung zu Emily. Er will sich in die Band mit eigenen Songs einbringen. Das lehnen die anderen Musiker ab. Er wird von ihnen nur als bezahlter Sänger angesehen und nicht voll in die Band integriert. Am Ende steigt Cole während eines Konzertes bei Steel Dragon aus und widmet sich seinen eigenen Songs. Nun kann er Emily auch noch zurückgewinnen.

## Musik
Der Soundtrack stammt von bekannten Gruppen insbesondere des im Film porträtierten Genres Hair Metal bzw. Hard Rock im weitesten Sinne wie KISS, Bon Jovi und Mötley Crüe. Zudem wurden mehrere Songs exklusiv eingespielt von den realen Musikern der fiktiven Film-Band Steel Dragon, namentlich Jason Bonham (Schlagzeug), Jeff Pilson (Bass), Zakk Wylde (Gitarre) sowie als Sänger Jeff Scott Soto oder Michael Matijevic, die auch im Film den beiden Schauspielern Jason Flemyng bzw. Mark Wahlberg ihre Stimmen leihen.

## Kritiken
Desson Thomson verglich in der Washington Post die Darstellung von Mark Wahlberg mit einem Feuerwerk.
Kenneth Turan bezeichnete den Film in der Los Angeles Times als solide Hausmannskost à la Hollywood. Mark Wahlberg zeige – anders als im Film Planet der Affen – seine Stärken.
Das Lexikon des internationalen Films schrieb, der Film könne „die angestrebte Kritik an der Massenkultur nie einlösen“ reproduziere jedoch „deren Klischees“.

## Auszeichnungen
„Rock Star“ wurde 2002 für den Tonschnitt für den Golden Reel Award nominiert.
Die Deutsche Film- und Medienbewertung FBW in Wiesbaden verlieh dem Film das Prädikat wertvoll.

## Hintergrund
Der Film wurde inspiriert durch die Geschichte von Tim „Ripper“ Owens. Früher Sänger in einer Judas-Priest-Coverband, ersetzte er 1997 Rob Halford, der die Band verlassen hatte, als Sänger bei Judas Priest.
Eine weitere Parallele ist die Homosexualität des ehemaligen Sängers der Band Steel Dragon im Film. Halford bekannte sich 1998 offen zu seiner sexuellen Orientierung.
Als Filmtitel war zunächst Metal God geplant, in Anlehnung an den gleichnamigen Songtitel „Metal Gods“ von Judas Priest und den daraus resultierenden Spitznamen Halfords.

## Produktionsdetails
Das Drama wurde vorwiegend in Seattle, Los Angeles und Pittsburgh gedreht. Seine Produktion kostete ungefähr 38 Millionen Dollar, dem stehen US-Kinoeinnahmen von 17 Millionen Dollar gegenüber.